# Amerval Communal Cemetery Extension
Amerval Communal Cemetery Extension is een Britse militaire begraafplaats met gesneuvelden uit de Eerste Wereldoorlog, gelegen in Amerval, een gehucht van de Franse gemeente Solesmes in het (Noorderdepartement). De begraafplaats werd ontworpen door William Cowlishaw en ligt naast de gemeentelijke begraafplaats van Amerval aan een landweg. Ze heeft een trapeziumvormig grondplan met een oppervlakte van 308 m² en wordt omgeven door een natuurstenen muur. Een zestal treden leidt naar de open toegang. Het Cross of Sacrifice staat centraal vooraan. De begraafplaats wordt onderhouden door de Commonwealth War Graves Commission.
Er liggen 150 Britten begraven waaronder 4 niet geïdentificeerde.

## Geschiedenis
De begraafplaats werd aangelegd nadat de 51st Brigade (17th Division) Amerval had ingenomen op 20 oktober 1918. Na de wapenstilstand werden nog 61 graven vanuit Contour British Cemetery in Solesmes overgebracht. 

## Onderscheiden militairen
- William Edgar Thomas, luitenant-kolonel bij het East Yorkshire Regiment werd onderscheiden met de Distinguished Service Order en het Military Cross (DSO, MC).
- onderluitenant Alfred C. Taylor en korporaal Arthur Gollop, beiden van de Duke of Cornwall's Light Infantry en H. Davies, korporaal bij het Cheshire Regiment werden onderscheiden met de Military Medal (MM).